# 太陽ともぐら
『太陽ともぐら』（たいようともぐら）は、かつてフジテレビ系列で放送されたテレビドラマ。1969年と1975年に計2シリーズが制作された。

## 概要
家計は春子の稼ぎに頼っているという売れない画家の東金太郎の一家を中心に、そそっかしい団子屋の主人・千造、自他ともに“ヤブ医者”と認める北ら、明け透けな人々と共に庶民の哀歌、生きることの楽しさなどを描いた喜劇。
第1シリーズはモノクロ放送、第2シリーズはカラー放送での放映となった。

## 第1シリーズ
1969年10月4日から同年11月8日まで『土曜劇場』（土曜21:30 - 22:26）で放送。全6話。

### 出演者
- 東春子（主人公）：倍賞千恵子
- 東金太郎（春子の父、挿絵画家）：松村達雄
- 東太陽（金太郎の長男、北海道在住）：中村嘉葎雄
- 東人間（金太郎の四男）：中村光輝
- 渡辺篤史
- 中村米吉
- 伊達（東北日報記者）：川地民夫
- 北（医者）：森川信
- 千造（団子屋）：佐山俊二
- 竹子（春子の母）：乙羽信子
- 月丘千秋（第2話）
- 伊達の母：三宅邦子（第4話）
- 小川シゲ：武智豊子（第4話）
- 小川道徳：小松政夫（第4話）
- ほか

### スタッフ
- 作：山田洋次
- 主な脚本：山根優一郎、山田洋次
- 主な演出：若山勉

## 第2シリーズ
1975年4月7日から同年6月30日まで放送。全13話。
放送時間（JST）が毎週月曜21:00 - 21:55と、第1シリーズとは異なるが、本作は1975年3月末まで土曜22時台で放送された『土曜劇場』の放送作品群の後継とされ、『月曜劇場』との放送枠名も付けられた。

### 出演者
- 東春子：倍賞千恵子
- 東金太郎：松村達雄
- 西海：植木等
- 東創造：水谷豊
- 東太陽：井川比佐志
- 東久遠：武岡淳一
- 北（医者）：下条正巳
- 由美：榊原るみ
- 千造（団子屋）：桜井センリ
- きく（千造の妻）：春川ますみ
- 小山梓
- 木村（洋裁店店員）：田口真美
- みどり（洋裁店店員）：永野裕紀子
- 日向麟太郎：米倉斉加年
- すみ（小料理屋「ひさご」お手伝い）：奈良岡朋子
- 竹子（春子の実母）：乙羽信子
- ほか

### スタッフ
- 脚本：山田洋次、高橋正圀
- 演出：小林俊一

### サブタイトル
1. 1975年4月7日 「秘密」
2. 1975年4月14日 「太陽の愛の詩」
3. 1975年4月21日 「去りし母」
4. 1975年4月28日 「サイレンの音哀し」（ゲスト：渥美清）
5. 1975年5月5日 「小人閑居して」
6. 1975年5月12日 「もぐら親父の願い」
7. 1975年5月19日 「悩める芸術家」
8. 1975年5月26日 「春子の旅」
9. 1975年6月2日 「無言のプロポーズ」
10. 1975年6月9日 「僕、行って参ります」（ゲスト：上條恒彦、吉田義夫）
11. 1975年6月16日 「乾杯の歌」
12. 1975年6月23日 「親父の純情」
13. 1975年6月30日 「旅立ちの歌」